# Galanthella ochrea
Galanthella ochrea är en fjärilsart som beskrevs av M.Gaede 1928. Galanthella ochrea ingår i släktet Galanthella och familjen tandspinnare. Inga underarter finns listade i Catalogue of Life.